# ナガラヴィンデッヤ経
『ナガラヴィンデッヤ経』（ナガラヴィンデッヤきょう、巴: Nagaravindeyya-sutta, ナガラヴィンデーヤ・スッタ）とは、パーリ仏典経蔵中部に収録されている第150経。『頻頭城経』（びんずじょうきょう）とも。
釈迦が、ナガラヴィンダ（頻頭城）村の婆羅門たちに、仏法を説く。

## 構成

### 登場人物
- 釈迦

### 場面設定
ある時、釈迦は多くの比丘と共にコーサラ国を遊行しており、に滞在しており、婆羅門の村であるナガラヴィンダ（頻頭城）村に辿り着いた。
釈迦の評判を聞いた婆羅門たちが集まってきたところで、釈迦は彼らに、崇敬されるべき沙門とそうでない沙門を、六処への囚われという観点から論じる。
法悦した婆羅門たちは、三宝に帰依し、在家信徒となることを誓う。

## 日本語訳
- 『南伝大蔵経・経蔵・中部経典4』（第11巻下） 大蔵出版
- 『パーリ仏典 中部（マッジマニカーヤ）後分五十経篇II』 片山一良訳 大蔵出版
- 『原始仏典 中部経典4』（第7巻） 中村元監修 春秋社